# 522-й истребительный авиационный полк
522-й истребительный авиационный полк — воинская часть Вооружённых Сил СССР в Великой Отечественной войне.

## История
Сформирован осенью 1941 года, был вооружён истребителями ЛаГГ-3.
В составе действующей армии с 25 декабря 1941 по 14 июля 1942, с 1 ноября 1942 по 29 апреля 1943 и с 26 мая 1943 по 30 сентября 1943 года.
В конце декабря 1941 года прибыл на Волховский фронт, разместился на аэродроме в Малой Вишере. До июля 1942 года действует в интересах 2-й ударной армии в районе Мясного Бора, Спасской Полисти в ходе Любанской операции и последующего вывода войск армии из окружения. Также ведёт боевые действия над Грузино и Киришами
В июле 1942 года отведён на переформирование на станцию Сейма, вооружён истребителями Ла-5. В октябре 1942 года направлен на фронт, действовал в районе западнее Калинина. В декабре 1942 года, в преддверии операции «Искра» вновь перелетел на Волховский фронт, разместился на аэродроме Колосарь, действует в ходе прорыва блокады Ленинграда, а затем, в феврале 1943 года поддерживает войска 54-й армии в ходе Красноборско-Смердынской операции. В феврале же 1943 года возвращён на Калининский фронт, а в апреле 1943 года направлен в резерв, откуда был отправлен на Западный фронт. Действует с аэродрома в Калужской области. Так, 8 июня 1943 года прикрывает девятку Пе-2 из состава 6-го бомбардировочного полка, которые вылетали на бомбовый удар по аэродрому Сеща, при этом все 9 прикрываемых самолётов были потеряны.
Осенью 1943 года расформирован.

## Подчинение
| Дата            | Фронт (округ)                                              | Армия                | Корпус                                | Дивизия                                  | Примечания |
| --------------- | ---------------------------------------------------------- | -------------------- | ------------------------------------- | ---------------------------------------- | ---------- |
| 01.01.1942 года | Волховский фронт                                           | 2-я ударная армия    | -                                     | -                                        | -          |
| 01.02.1942 года | Волховский фронт                                           | 2-я ударная армия    | -                                     | -                                        | -          |
| 01.03.1942 года | Волховский фронт                                           | 2-я ударная армия    | -                                     | -                                        | -          |
| 01.04.1942 года | Волховский фронт                                           | 2-я ударная армия    | -                                     | -                                        | -          |
| 01.05.1942 года | Ленинградский фронт (Группа войск Волховского направления) | 2-я ударная армия    | -                                     | -                                        | -          |
| 01.06.1942 года | Ленинградский фронт (Волховская группа войск)              | -                    | -                                     | -                                        | -          |
| 01.07.1942 года | Волховский фронт                                           | -                    | -                                     | -                                        | -          |
| 01.08.1942 года | Московский военный округ                                   | -                    | -                                     | -                                        | -          |
| 01.09.1942 года | Московский военный округ                                   | -                    | -                                     | -                                        | -          |
| 01.10.1942 года | Резерв Ставки ВГК                                          | -                    | 1-й истребительный авиационный корпус | 215-я истребительная авиационная дивизия | -          |
| 01.11.1942 года | Ставка ВГК                                                 | -                    | 2-й истребительный авиационный корпус | 215-я истребительная авиационная дивизия | -          |
| 01.12.1942 года | Калининский фронт                                          | 3-я воздушная армия  | 2-й истребительный авиационный корпус | 215-я истребительная авиационная дивизия | -          |
| 01.01.1943 года | Волховский фронт                                           | 14-я воздушная армия | 2-й истребительный авиационный корпус | 215-я истребительная авиационная дивизия | -          |
| 01.02.1943 года | Волховский фронт                                           | 14-я воздушная армия | 2-й истребительный авиационный корпус | 215-я истребительная авиационная дивизия | -          |
| 01.03.1943 года | Калининский фронт                                          | 3-я воздушная армия  | 2-й истребительный авиационный корпус | 215-я истребительная авиационная дивизия | -          |
| 01.04.1943 года | Калининский фронт                                          | 3-я воздушная армия  | 2-й истребительный авиационный корпус | 215-я истребительная авиационная дивизия | -          |
| 01.05.1943 года | Резерв Ставки ВГК                                          | -                    | 2-й истребительный авиационный корпус | 215-я истребительная авиационная дивизия | -          |
| 01.06.1943 года | Западный фронт                                             | 1-я воздушная армия  | 2-й истребительный авиационный корпус | 215-я истребительная авиационная дивизия | -          |
| 01.07.1943 года | Западный фронт                                             | 1-я воздушная армия  | 8-й истребительный авиационный корпус | 215-я истребительная авиационная дивизия | -          |
| 01.08.1943 года | Западный фронт                                             | 1-я воздушная армия  | 8-й истребительный авиационный корпус | 215-я истребительная авиационная дивизия | -          |
| 01.09.1943 года | Западный фронт                                             | 1-я воздушная армия  | 8-й истребительный авиационный корпус | 215-я истребительная авиационная дивизия | -          |

## Командиры
- Крупенин Иван Владимирович, майор
- Грибок Борис Георгиевич, майор
- Силин Павел Никитович, старший лейтенант